# Grâce-Hollogne
Grâce-Hollogne es una comuna de la región de Valonia, en la provincia de Lieja, Bélgica. A 1 de enero de 2019 tenía una población estimada de 22 660 habitantes.

## Geografía
Se encuentra ubicada al este del país, en la región natural de Hesbaye, cerca de la ciudad Lieja.

### Secciones del municipio
El municipio comprende los antiguos municipios, que se fusionaron en 1977:
| - Bierset - Grâce-Berleur - Hollogne-aux-Pierres - Horion-Hozémont - Velroux |

### Pueblos y aldeas del municipio
Crotteux

## Demografía

### Evolución
Todos los datos históricos relativos al actual municipio, el siguiente gráfico refleja su evolución demográfica, incluyendo municipios después de efectuada la fusión el 1 de enero de 1977.
| Gráfica de evolución demográfica de Grâce-Hollogne entre 1846 y 2019 |
|                                                                      |